# Bergåsa och Lotorp
Bergåsa och Lotorp är en bebyggelse sydväst om Marielundsfjärden sydväst om Mariefred i Strängnäs kommun. Mellan 2015 och 2020 samt från 2023 avgränsade SCB här en småort.